# Резонер
Резонер — персонаж драматичного твору (театральне амплуа), який не бере активної участі в розвитку дії і покликаний умовляти чи викривати інших героїв, висловлюючи довгі промови та повчання з авторських позицій.
Поява ролі резонера відноситься до часів театру Мольєра. Приклади резонера в п'єсах Мольєра:
- Крізальд в п'єсі «Школа дружин» (L'école des femmes, 1662);
- Клеант в п'єсі «Тартюф» (Le Tartuffe, 1664);
- Філінт в п'єсі «Мізантроп» (Le Misanthrope, 1666);
- Беральд в п'єсі «Удаваний хворий» (Le malade imaginaire, 1673).

Оскільки в XVII—XVIII ст. персонаж резонера фігурував досить часто в репертуарі театру, це призвело до появи відповідного амплуа актора-резонера.
Приклади резонера в інших п'єсах:
- Сатін в п'єсі Горького «На дні»;
- Стародум в п'єсі «Недоросток» Д. І. Фонвізіна.

У наратології резонером називають типового наратора. Нині це поняття вказує на персонажа, дії якого не відповідають велемовним словам.